# Olenecamptus compressipes
Olenecamptus compressipes là một loài bọ cánh cứng trong họ Cerambycidae.